# معركة إليندون
معركة إليندون أو معركة روتون هي معركة دارت بين إيغبرت ملك ويسيكس وبيورنولف ملك مرسيا في سبتمبر 825. وصفها السير فرانك ستنتون بأنها «واحدة من أكثر المعارك حسماً في التاريخ الإنجليزي». لقد أنهى فعليًا سيادة مرسيا على الممالك الجنوبية لإنجلترا الأنجلوسكسونية وأنشأ هيمنة الغرب السكسوني في جنوب إنجلترا.

## الموقع
يُعتقد أن معركة إليندون قد وقعت جنوب سويندون، في ويلتشاير، لكن الموقع لم يُحدد بدقة. يشير ويليام كامدن، في معجمه الجغرافي الذي صدر عام 1610 بعنوان «الوصف الزمني للممالك الأكثر ازدهارًا، إنجلترا واسكتلندا وأيرلندا»، إلى أن المعركة وقعت بالقرب من ويلتون، إلى الغرب من سالزبوري. استخدم تشارلز أومان المعلومات الجغرافية والحدود المعاصرة دليلًا يشير إلى أن المعركة وقعت في روتون، وهي على 4 ميل (6 كـم) جنوب سويندون. اقترح تي سبايسر أن المعركة حدثت على أرض ما يعرف الآن باسم ليديارد بارك [الإنجليزية] في سويندون.